# Lucy Bartholomew
Lucinda (Lucy) Bartholomew (20 mei 1996) is een Australische ultraloopster. Ze won de Ultra-Trail Australia en de Ultra-trail Cape Town in 2017.